# (37942) 1998 HY8
1998 HY8 (asteroide 37942) é um asteroide da cintura principal. Possui uma excentricidade de 0.14647850 e uma inclinação de 4.57137º.
Este asteroide foi descoberto no dia 17 de abril de 1998 por Spacewatch em Kitt Peak.